# Vor- und Nachaufsicht
Die Vor- und Nachaufsicht sind taktische Maßnahmen vor und nach einem  größeren Polizeieinsatzes. Sie dient sowohl polizeiinternen Interessen (Kontrolle über Ereignisse) als auch dem Öffentlichen Wohl durch Eindämmung von Sicherheitsstörungen und vor allem der Kontrolle (Übersicht) des Geschehens.
Es geht bei der Voraufsicht (z. T. auch Voraufklärung genannt) darum, die Einsatzleitung (z. B. Einsatzleiter, Polizeiführer) vor Überraschungen zu schützen, sei es in der Menge von (potentiellen) Störern oder sei es an der Örtlichkeit eines Brennpunktes. Er und seine Kräfte sollen den Einsatzraum so vorfinden, wie sie es nach der Beurteilung der Lage zu Einsatzbeginn erwarten.
Die Nachaufsicht dient dazu, nach einem Einsatz aus besonderem Anlass auftretende Störungen zu verhindern bzw. zu beseitigen bis sich die Lage wieder vollständig normalisiert hat.
Mit der Vor- und Nachaufsicht ist im geschlossenen Einsatz meistens ein eigener Einsatzabschnitt beauftragt. 
Beispiel: Bei einem Bundesligaspiel wird der Austragungsort fünf Stunden zuvor an verschiedenen Punkten mit Kräften besetzt. Diese beobachten das Geschehen, z. B. wandernde Fangruppen, Art der Fans und Bewegungsrichtung.
Polizeiintern ist in Deutschland die PDV 100 VS-NfD (Führung und Einsatz der Polizei) zu beachten.